# Amalric Walter
Pour les articles homonymes, voir Walter.
Amalric Walter, né à Sèvres le 19 mai 1870 et mort à Lury-sur-Arnon le 9 novembre 1959, est un verrier français principalement connu pour ses pâtes de verre.

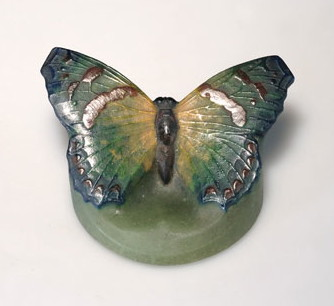
Amalric Walter et Henri Bergé, presse-papier Petit mars changeant (vers 1925),, localisation inconnue.

## Biographie

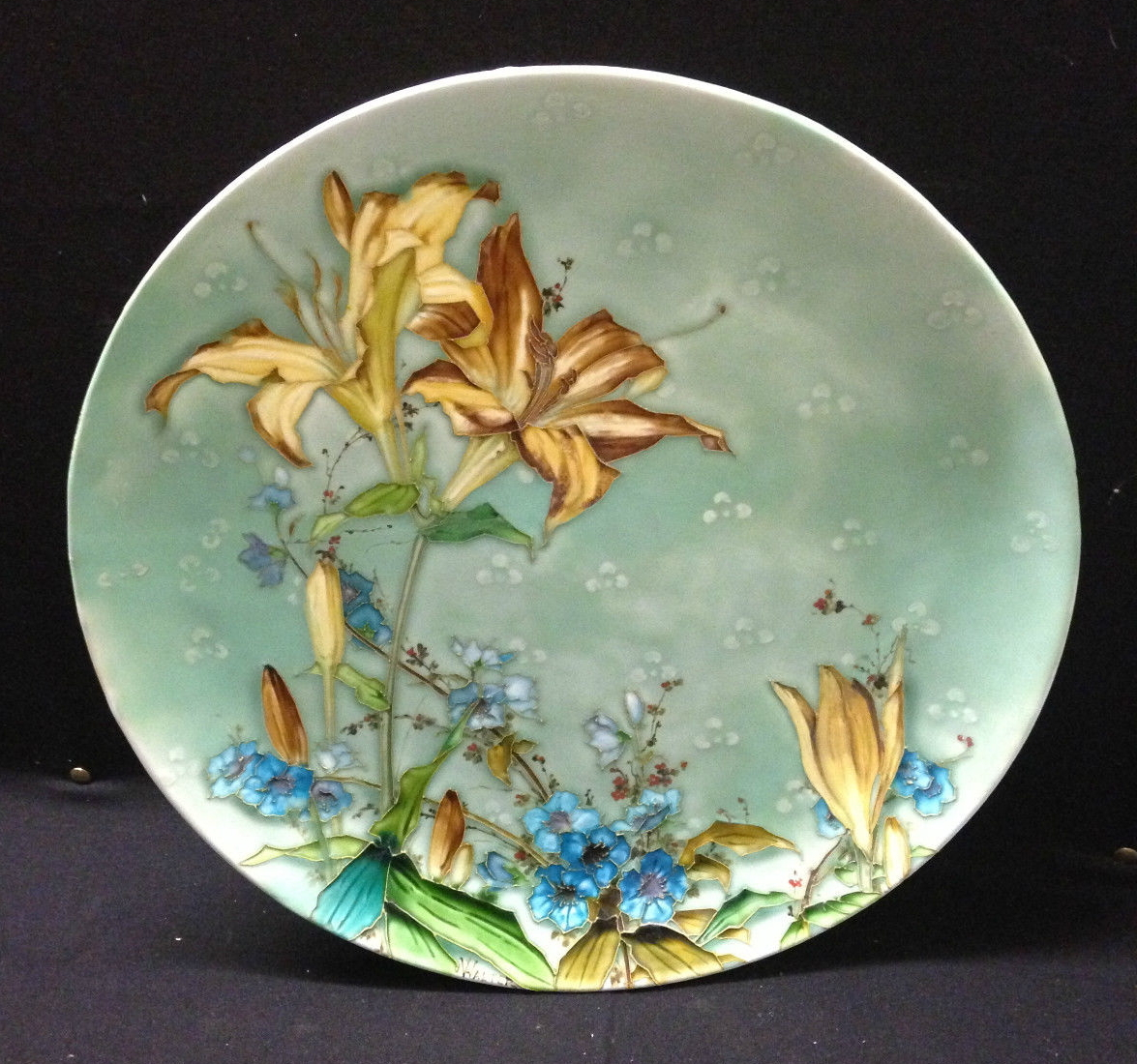
Plat en faïence (vers 1900), diam.: 39.5 cm, localisation inconnue.

Amalric Walter reçoit sa formation initiale à la Manufacture de Sèvres. Installé à son compte, il produit des faïences et pâtes de verre. Comparé aux pâtes de verre, peu de faïences nous sont parvenues à ce jour.
Sa notoriété est reconnue lors de l'Exposition universelle de 1900 où il obtient un prix. C'est très probablement à cette occasion qu'il est conquis par le travail du verre d'Albert Dammouse et Henri Cros[réf. nécessaire].

### Collaboration avec Henri Bergé chez Daum
En 1905, il intègre la cristallerie Daum qui lui apportera une notoriété à Nancy comme à Paris. Avec l'aide d'Henri Bergé, chef décorateur chez Daum, il crée plus de 100 modèles de pâtes de verre aux vives couleurs dans le style Art nouveau. Chez Daum, il crée des objets en pâte de verre.
Les vitraux, œuvres issues de la collaboration de Walter et Bergé, suscitent l’admiration durant l’exposition internationale de Nancy en 1909. Ce n’est pas tant leur aspect que la technique de réalisation qui étonnent et enthousiasment les contemporains : ils sont réalisés en pâte de verre, dépourvus de sertissage en plomb. C’est la première fois que de telles pièces sont exposées. Le diplôme d’honneur est décerné à Almaric Walter, Henri Bergé et Eugène Gall. La contribution du céramiste et du maître décorateur.
Sa collaboration avec la Maison Daum durera jusqu'en 1915.
En 1925, lors de la fameuse exposition internationale des arts décoratifs qui marque le début du style Art Déco, les deux collaborateurs sont une fois de plus récompensés.

### Création de son propre atelier
En 1919, il crée son propre atelier rue Claudot à Nancy. Il y élaborera, notamment avec Henri Bergé mais aussi d'autres modélistes, près de 500 modèles différents. En raison de la complexité et de la lenteur de la mise en œuvre de la technique de la pâte de verre, le nombre d'exemplaires par modèle est toujours faible.
Il reproduira des œuvres des sculpteurs Alfred Finot, Jules Cayette, Joé Descomps-Cormier, Auguste Houillon, Auguste Rodin…
L'atelier ferme en 1935, très probablement en raison des changements de goûts artistiques et du manque de rentabilité de l'affaire, les coûts de production restant somme toute importants en raison de la technique utilisée, surtout après la grande crise économique mondiale de 1929.
À partir de cette date, Amalric Walter ne produit plus aucune pâte de verre. On sait d'ailleurs très peu de choses sur sa vie à partir de ce moment.
Il quitte Nancy en 1940 lors de l'occupation allemande puis y revient en 1945.
Il meurt en 1959, aveugle et dans un grand dénuement, à Lury-sur-Arnon (Cher) où il était venu rendre visite à un ami qui se noya pendant son séjour.

## Techniques
La technique utilisée par Amalric Walter est plus compliquée que celle de la cire perdue, malgré l'appellation qu'il a pu donner à ses productions, ainsi qu'en atteste une plaque publicitaire en pâte de verre de son atelier.
En effet, si un modèle en cire est créé, il n'est utilisé que pour fabriquer le moule réfractaire dans lequel est placée au pinceau, selon un procédé extrêmement précis, fastidieux et délicat, de la poudre de verre pour la masse et de la poudre d'émail coloré pour la couleur.

## Galerie

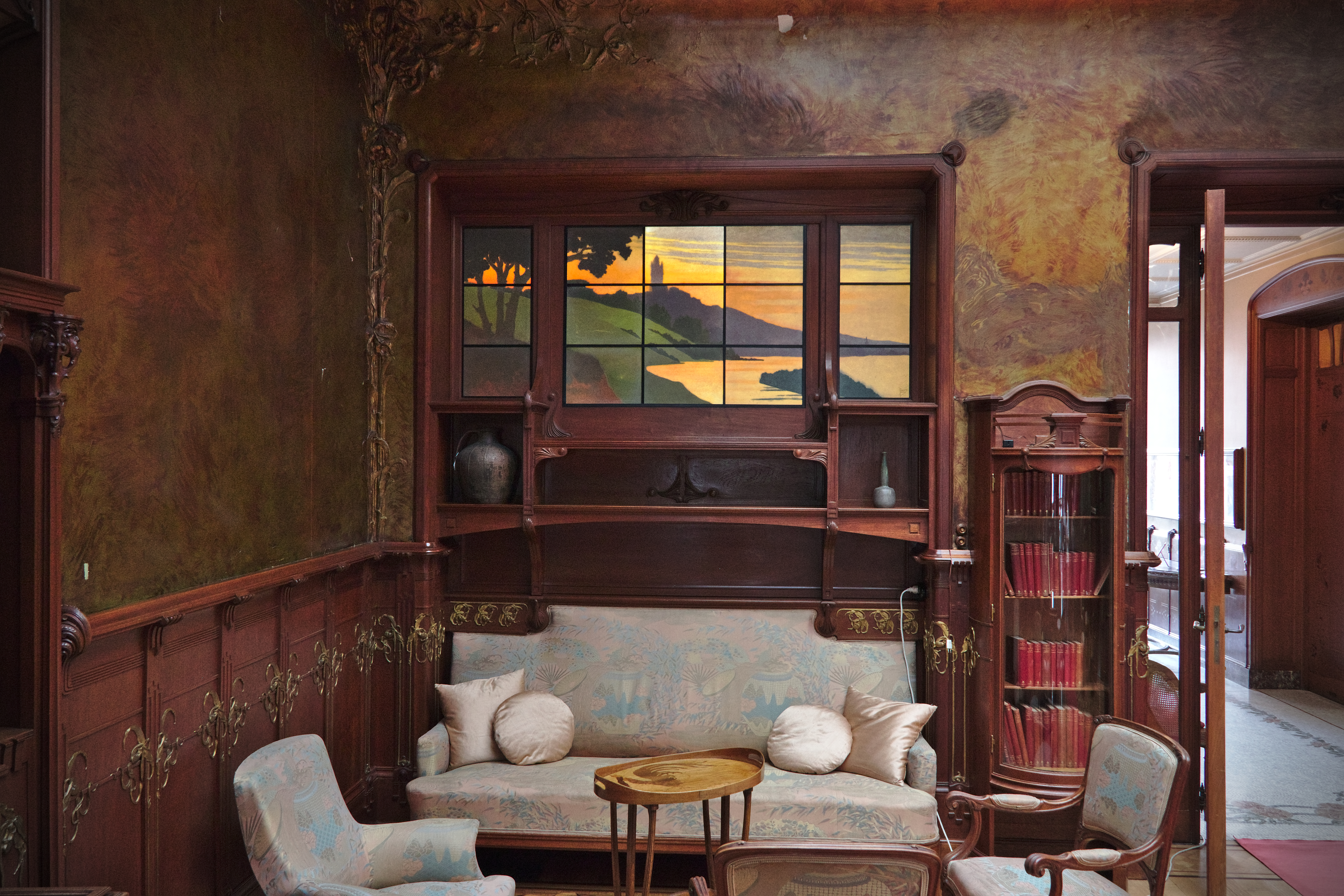
Mosaïque murale d'Amalric Walter à la maison Losseau de Mons.
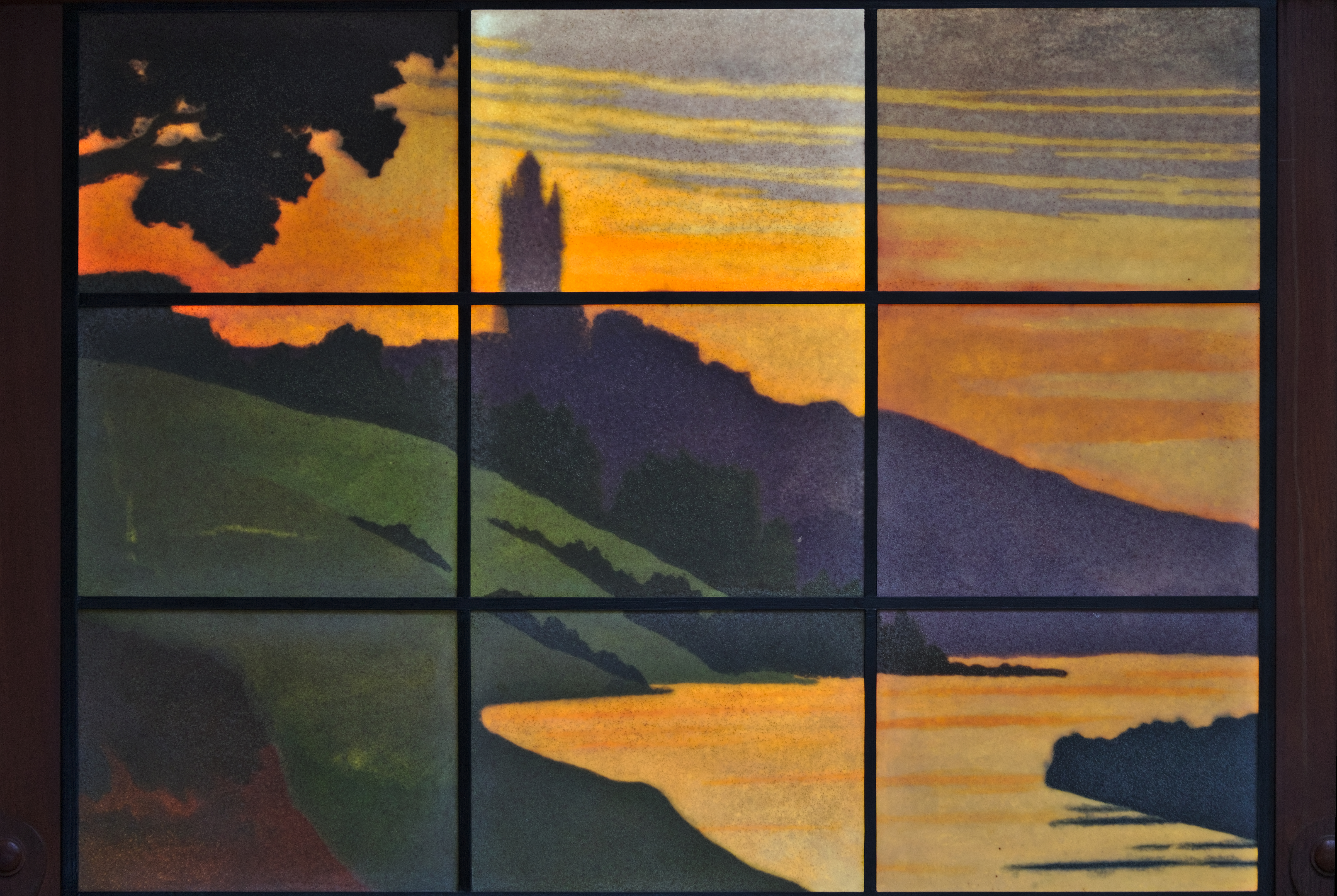
Détail de la mosaïque murale représentant la ville de Thuin avec son beffroi et la Sambre, à la maison Losseau.
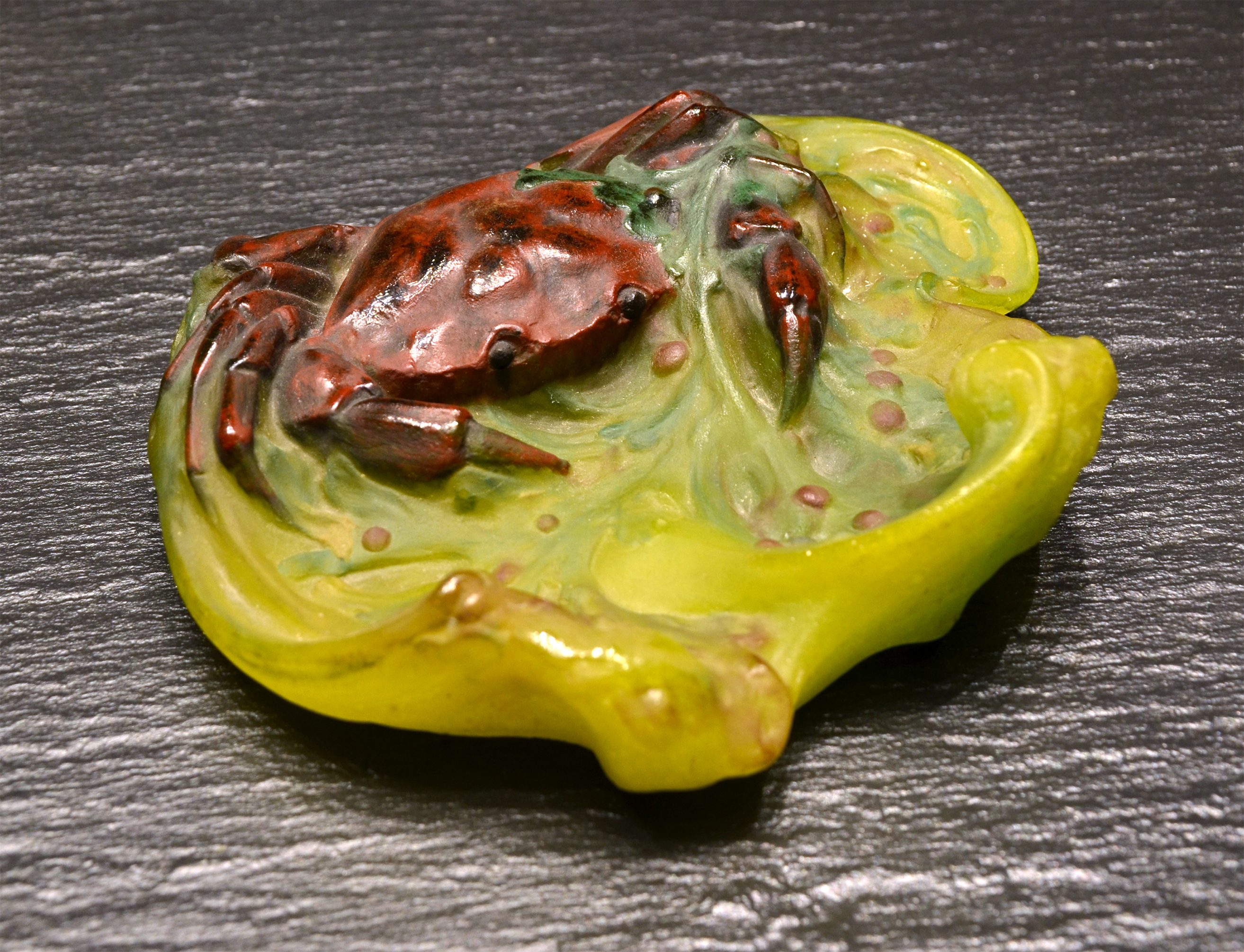
Cendrier au crabe (1909).